# Birinşi Lïga 1992
La Birinşi Lïga 1992 è stata la 1ª edizione della seconda serie del campionato kazako di calcio. 

## Formula
Si tratta di un campionato amatoriale, dove non è prevista nessuna promozione o retrocessione.
Le ventidue squadre sono suddivise in tre gironi stilati in base a criteri geografici. Le prime due classificate di ciascun girone, accedono a un girone finale che decreterà la squadra vincitrice del campionato.

## Prima fase

### Girone centrale I
|  | Pos. | Squadra                | Pt | G  | V  | N | P  | GF | GS | DR  |
|  | ---- | ---------------------- | -- | -- | -- | - | -- | -- | -- | --- |
|  | 1.   | Cesna-1992 Aqmola      | 22 | 12 | 10 | 2 | 0  | 37 | 7  | +30 |
|  | 2.   | Yunost Pavlodar        | 18 | 12 | 8  | 2 | 2  | 14 | 10 | +4  |
|  | 3.   | Şaxter-2 Qaraǧandy     | 15 | 12 | 6  | 3 | 3  | 14 | 11 | +3  |
|  | 4.   | Boksït Lïsakovsk       | 13 | 12 | 6  | 1 | 5  | 8  | 22 | -14 |
|  | 5.   | Fosforït Qarataw       | 5  | 10 | 2  | 1 | 7  | 9  | 10 | -1  |
|  | 6.   | Spartak Petropavlosvsk | 5  | 10 | 2  | 1 | 7  | 7  | 7  | 0   |
|  | 7.   | Avtomobïlïst Kökşetaw  | 0  | 10 | 0  | 0 | 10 | 1  | 23 | -22 |

Legenda:
      Ammessa al girone finale
Note:
Due punti a vittoria, uno a pareggio, zero a sconfitta.

### Girone Centrale II
|  | Pos. | Squadra          | Pt | G  | V  | N | P  | GF | GS | DR  |
|  | ---- | ---------------- | -- | -- | -- | - | -- | -- | -- | --- |
|  | 1.   | Gornyak Sätbayev | 23 | 14 | 11 | 1 | 2  | 33 | 15 | +18 |
|  | 2.   | Baýqonır Lenïnsk | 23 | 14 | 10 | 3 | 1  | 23 | 17 | +6  |
|  | 3.   | Traktor Aqtöbe   | 22 | 14 | 10 | 2 | 2  | 38 | 13 | +25 |
|  | 4.   | Lokomotïv Oral   | 15 | 14 | 6  | 3 | 5  | 20 | 22 | -2  |
|  | 5.   | Balıqşı Atıraw   | 9  | 14 | 3  | 3 | 8  | 18 | 40 | -22 |
|  | 6.   | Aqtaw-2          | 8  | 14 | 3  | 2 | 9  | 13 | ?  | ?   |
|  | 7.   | Paxtaaral Ïl'ïç  | 3  | 14 | 1  | 1 | 12 | 8  | 26 | -18 |
|  | 8.   | Gornyak Arqalıq  | 3  | 14 | 0  | 3 | 11 | 11 | 23 | -12 |

Legenda:
      Ammessa al girone finale
Note:
Due punti a vittoria, uno a pareggio, zero a sconfitta.

### Girone Sud
|  | Pos. | Squadra             | Pt | G  | V | N | P | GF | GS | DR  |
|  | ---- | ------------------- | -- | -- | - | - | - | -- | -- | --- |
|  | 1.   | Taksïst Jambıl      | 17 | 11 | 7 | 3 | 1 | 23 | 7  | +16 |
|  | 2.   | Tomarovskïý Keñşarı | 13 | 11 | 5 | 3 | 3 | 11 | 9  | +2  |
|  | 3.   | RŞVSM Almaty        | 13 | 11 | 5 | 3 | 3 | 16 | 9  | +7  |
|  | 4.   | Torpedo Belıe Bodı  | 11 | 11 | 4 | 3 | 4 | 14 | 15 | -1  |
|  | 5.   | Qaýrat-75 Almaty    | 11 | 11 | 4 | 3 | 4 | 15 | 15 | 0   |
|  | 6.   | Fosforït Jañatas    | 7  | 11 | 3 | 1 | 7 | ?  | ?  | ?   |
|  | 7.   | Stroïtel' Jarkent   | 1  | 6  | 0 | 1 | 5 | 3  | 19 | -16 |

Legenda:
      Ammessa al girone finale
Note:
Due punti a vittoria, uno a pareggio, zero a sconfitta.

## Seconda fase

### Girone finale
|  | Pos. | Squadra             | Pt | G | V | N | P | GF | GS | DR  |
|  | ---- | ------------------- | -- | - | - | - | - | -- | -- | --- |
|  | 1.   | Yunost Pavlodar     | 8  | 5 | 3 | 2 | 0 | 12 | 4  | +8  |
|  | 2.   | Cesna-1992 Aqmola   | 7  | 5 | 3 | 1 | 1 | 12 | 3  | +9  |
|  | 3.   | Taksïst Jambıl      | 7  | 5 | 3 | 1 | 1 | 7  | 6  | +1  |
|  | 4.   | Gornyak Sätbayev    | 6  | 5 | 3 | 0 | 2 | 5  | 2  | +3  |
|  | 5.   | Baýqonır Lenïnsk    | 2  | 5 | 1 | 0 | 4 | 3  | 13 | -10 |
|  | 6.   | Tomarovskïý Keñşarı | 0  | 5 | 0 | 0 | 5 | 2  | 13 | -11 |

Legenda:
      Ammessa al girone finale
Note:
Due punti a vittoria, uno a pareggio, zero a sconfitta.